# 保罗·朗之万广场

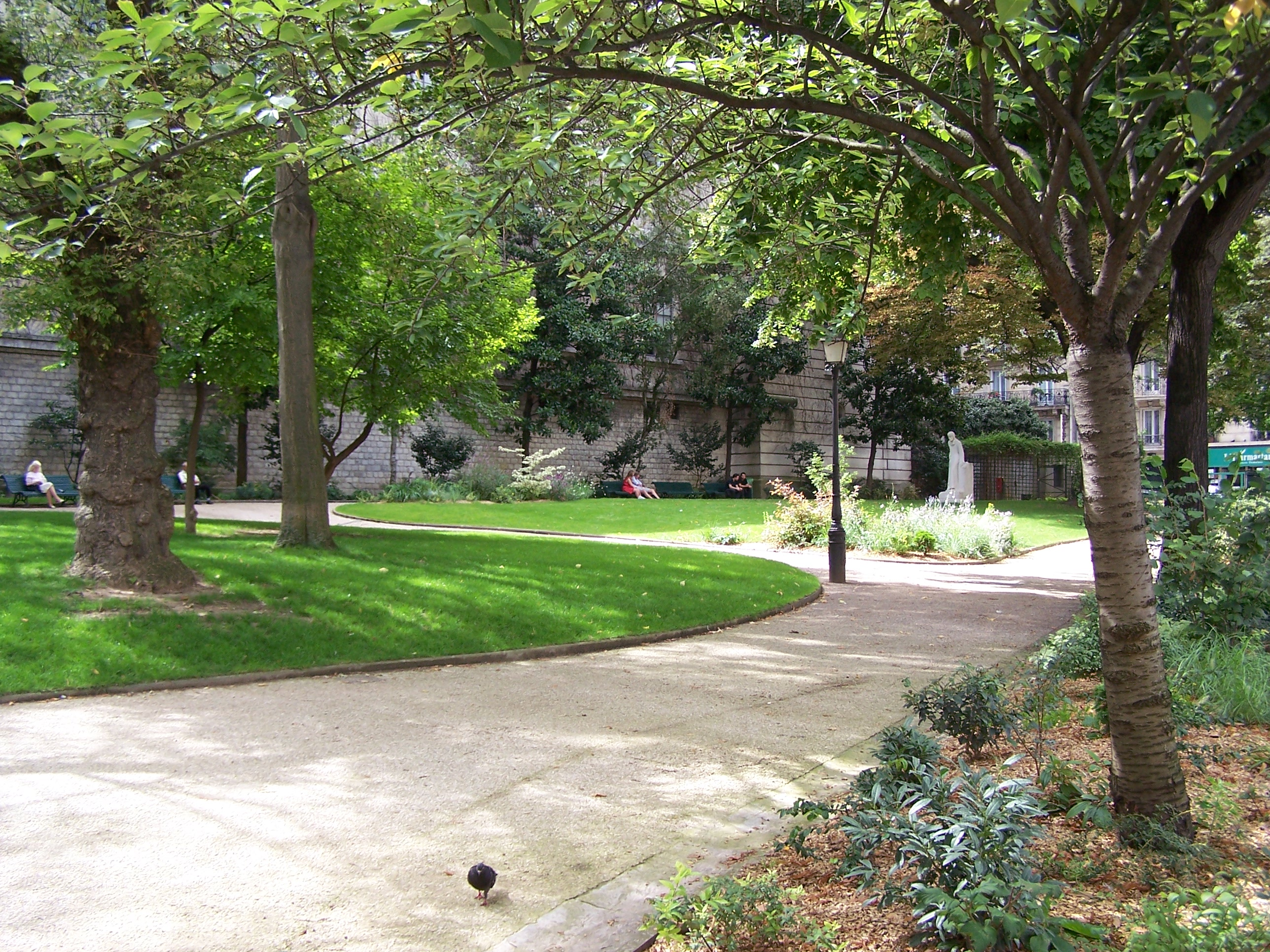

保罗·朗之万广场（Square Paul-Langevin）是巴黎第五区的一个广场，位于学校路（Rue des Écoles）与蒙日路（rue Monge）转角。
附近的地铁站是莫贝-医保互助会站（Maubert - Mutualité，10号线）。

## 名称
保罗·朗之万广场得名于物理学家保罗·朗之万 (1872-1946)。 

## 历史
保罗·朗之万广场开辟于1868年，毗邻巴黎综合理工学院（École polytechnique）的历史建筑。

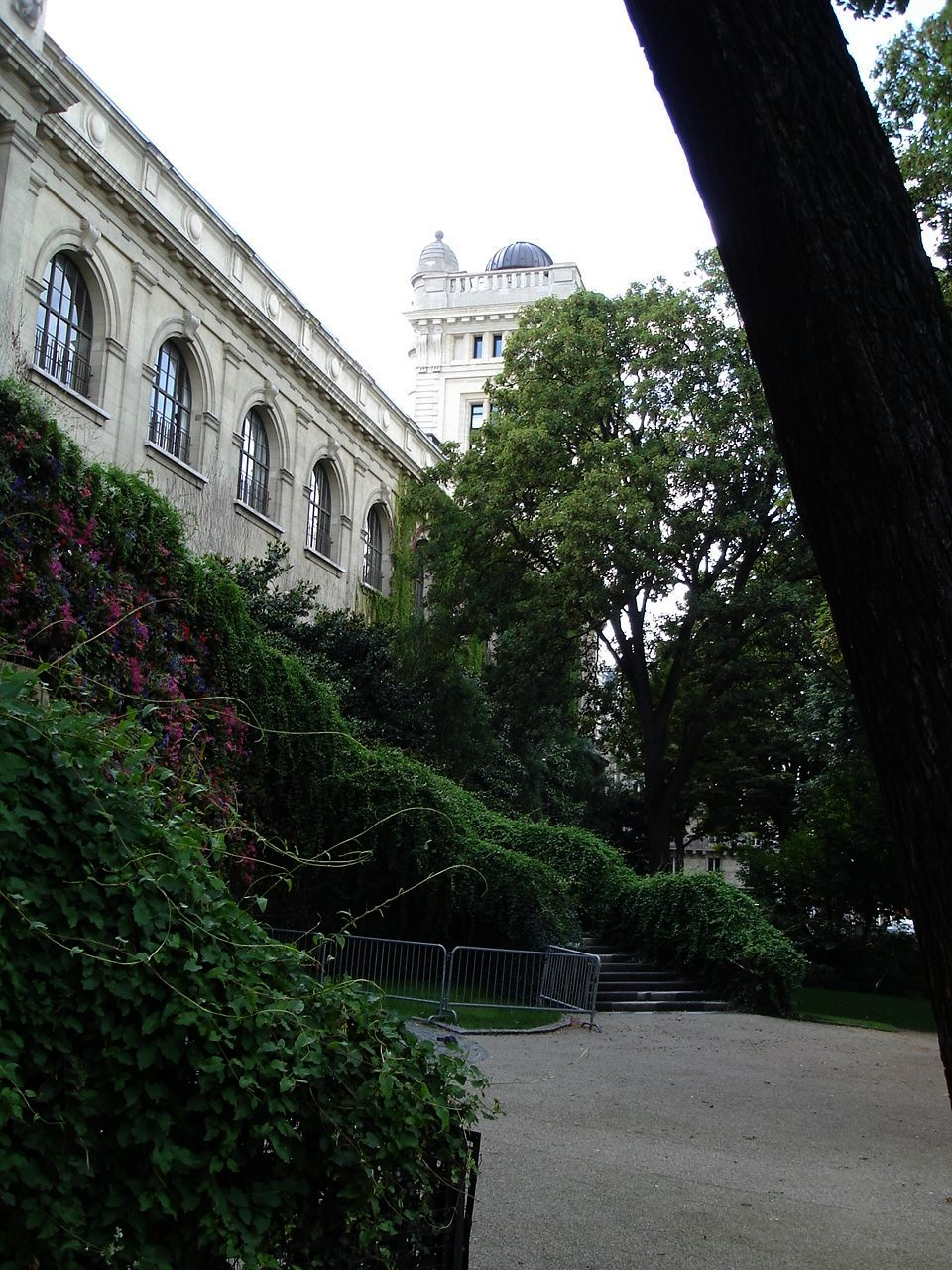
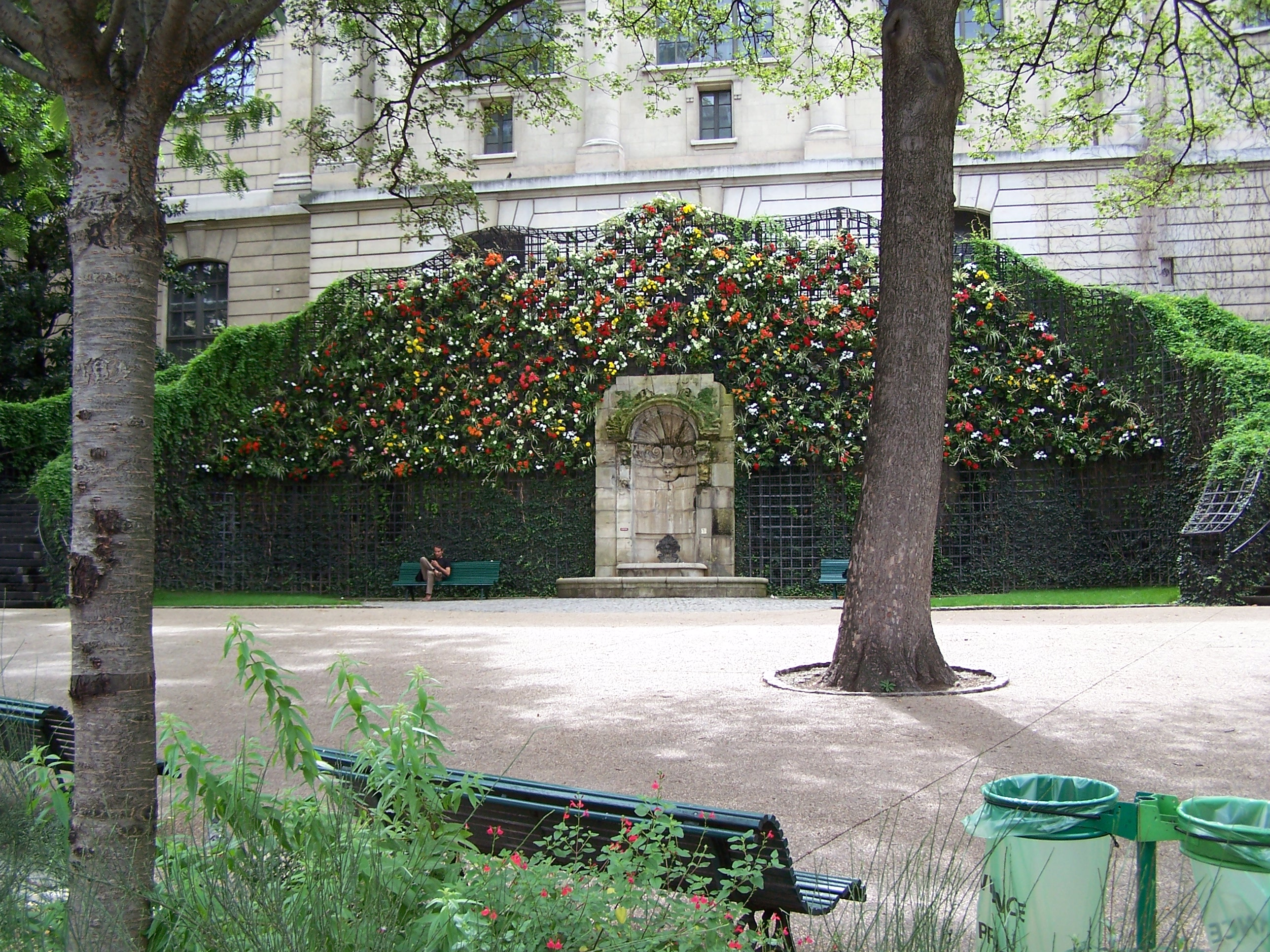
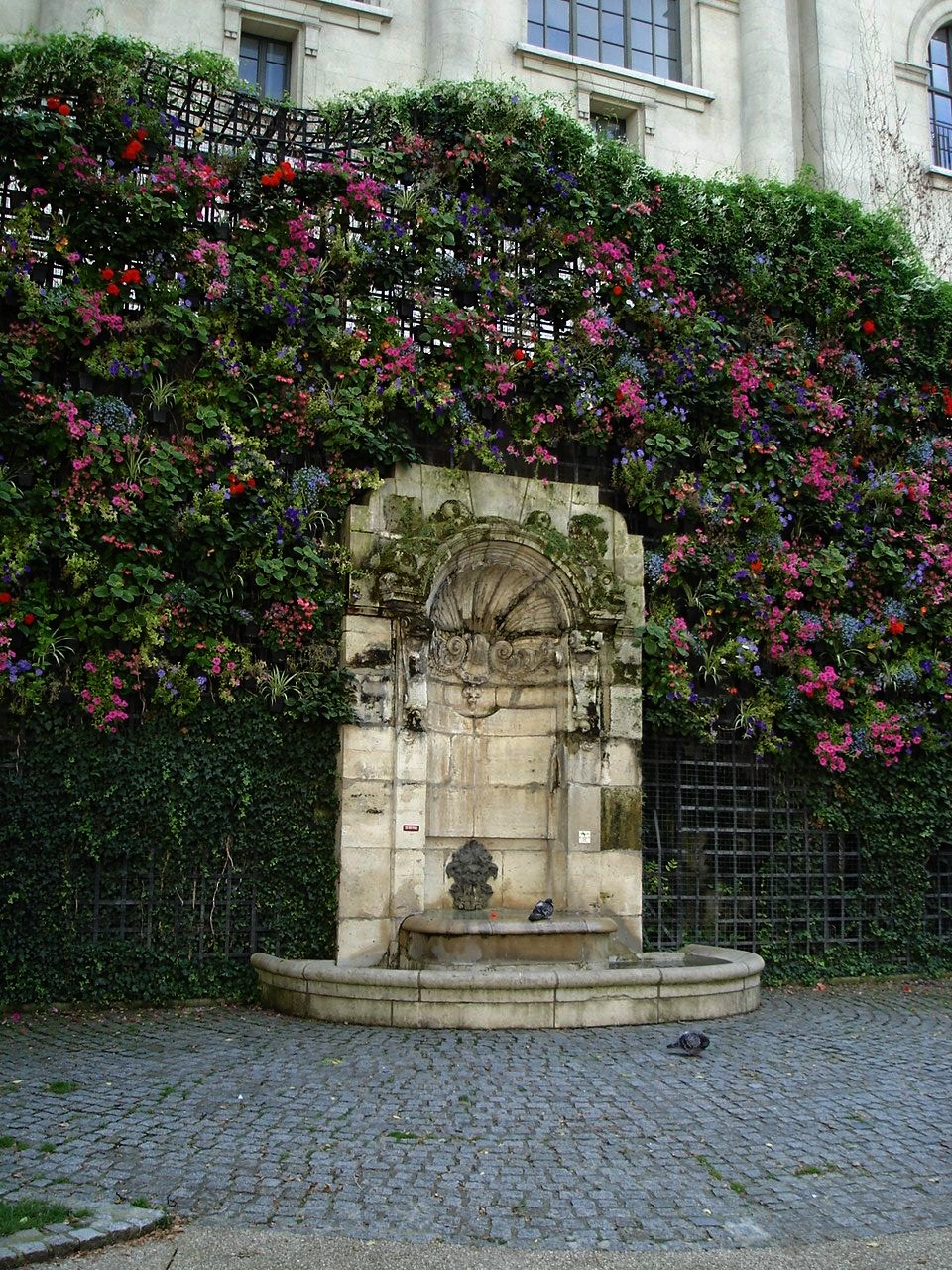